# Ibn an-Nafís

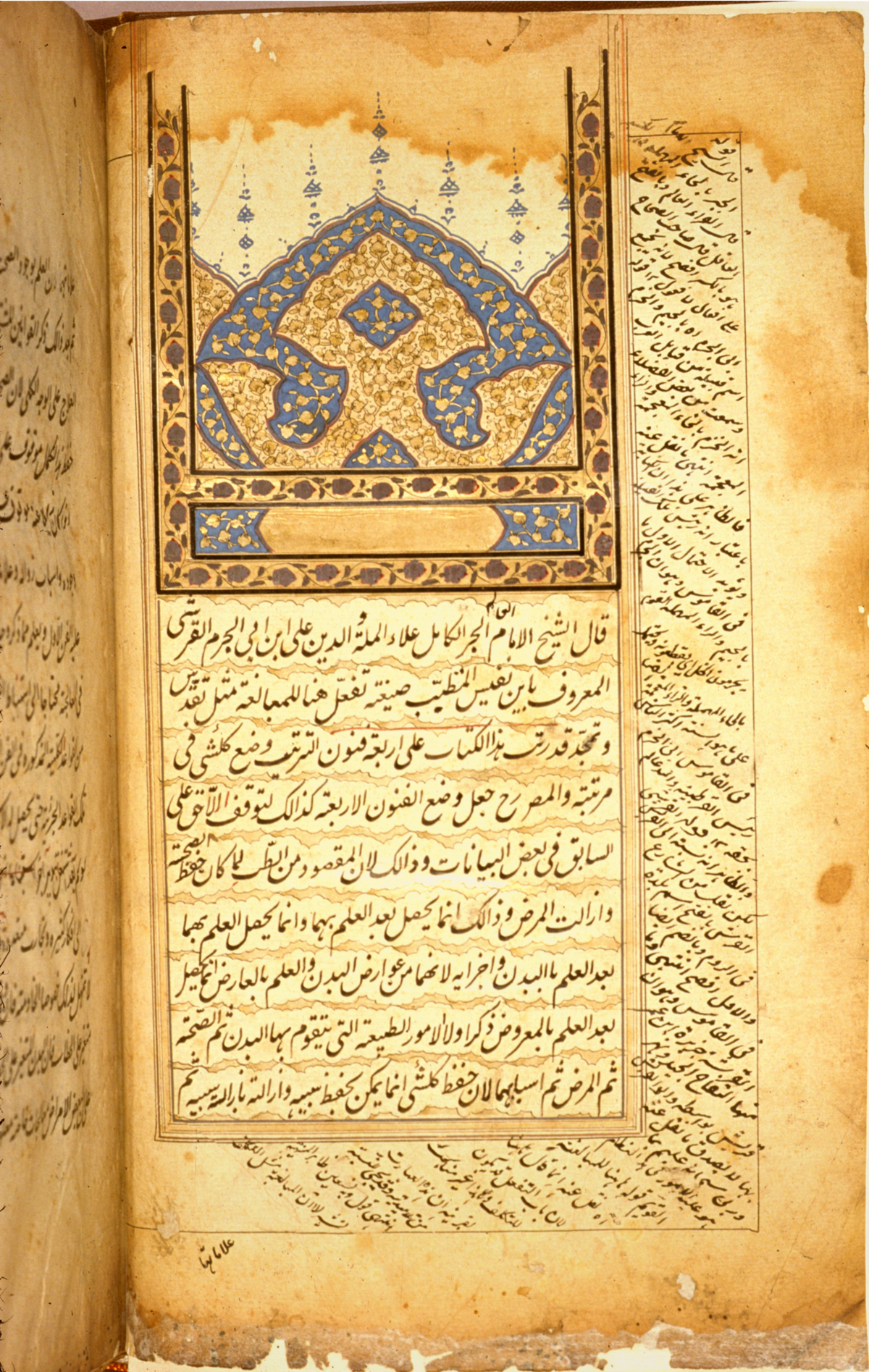
Pàgina d'un llibre mèdic d'Ibn an-Nafís.

Abu-l-Hassan Alà-ad-Din Alí ibn Abi-l-Hàram al-Khalidí al-Makhzumí al-Quraixí ad-Dimaixqí (àrab: أبو الحسن علاء الدين علي بن أبي الحرم الخالدي المخزومي القَرشي الدمشقي, Abū l-Ḥasan ʿAlāʾ ad-Dīn ʿAlī ibn Abī l-Ḥaram al-Ḫālidī al-Maẖzūmī al-Quraxī ad-Dimaxqī) (Damasc, 1213 - el Caire, 17 de desembre de 1288), més conegut com a Ibn an-Nafís (àrab: ابن النفيس, Ibn an-Nafīs) va ser un erudit i metge àrab que va descriure per primera vegada la circulació pulmonar de la sang.

## Biografia
Ibn an-Nafís va néixer el 1213 a Damasc, on va estudiar medicina, filosofia i literatura. El 1236 va traslladar-se a Egipte per treballar com a metge. Allà va escriure la majoria de les seves obres en diversos camps de la ciència i la cultura. Per la seva fama va ser nomenat metge personal del soldà. Va morir el 1288.

## Aportacions a la medicina
La seva contribució més rellevant va ser descriure la circulació pulmonar de la sang dins el sistema cardiovascular, idea que va ser posteriorment reformulada per William Harvey i Miquel Servet. En el seu Comentari a l'anatomia al cànon d'Avicenna, va ser el primer erudit conegut que va contradir l'afirmació de l'escola de Galè que la sang podia passar entre els ventricles del cor a través del septe interventricular cardíac que els separa, dient que no hi ha pas entre els ventricles en aquest punt. En canvi, va argumentar correctament que tota la sang que arribava al ventricle esquerre ho feia després de passar pel pulmó. També va afirmar que hi ha d'haver petites comunicacions, o porus, entre l'artèria pulmonar i la vena pulmonar, una predicció que va precedir el descobriment dels capil·lars pulmonars de Marcello Malpighi 400 anys. No és clar si la seva visió de la circulació pulmonar va influir en científics com Miquel Servet.
També destaquen els seus comentaris a l'obra d'Avicenna (un projecte de 300 volums inacabat per la seva mort, dels quals en va escriure 80) i Hipòcrates. Va defensar i practicar l'autòpsia i la dissecció de cadàvers com a mètodes per aprendre sobre anatomia (on va fer correccions a les obres clàssiques, especialment a l'esòfag, les artèries més importants i els nervis al cervell).
Va escriure sobre recomanacions alimentàries en una obra sobre la dieta saludable (incloent-hi crítiques a l'embriaguesa com a forma de medicació o evasió, un fet comú a la seva època) i a més a més va fer aportacions menors a l'oftalmologia i la urologia o les tècniques quirúrgiques, on va recomanar un curós tractament post-operatori per prevenir infeccions. Una altra obra seva es pot considerar un precedent de l'ecologisme, en denunciar la contaminació de l'entorn.

## Aportacions a la filosofia
En els seus escrits intentava conjugar la fe i la raó, ja que afirmava que no existia cap diferència entre filosofia i teologia. Es declarava seguidor del xafiisme i va afirmar que les derrotes a les croades i la invasió mongol eren càstigs divins per allunyar-se de la llei. Molts dels seus escrits divulgadors tenien com a objectiu salvar el saber acumulat en zones àrabs conquerides per altres pobles (especialment arran de la invasió de Bagdad).
Va examinar la transmissió de determinats hadits, per mirar de destriar la lletra i els canvis fruit de l'oralitat, per fer veure que quan una llei tradicional semblava incoherent, era per addicions o supressions humanes al llarg dels segles. Aquests hadits van ser classificats segons les categories de la lògica.
Considerava que quan el semen masculí es barrejava amb els fluids femenins es formava una substància a la qual Déu atorgava una ànima humana o animal, que posteriorment es desenvolupava en un embrió. Aquesta ànima és diferent de l'esperit o part immaterial de la persona, ja que l'ànima conté l'essència i l'esperit la personalitat. L'ànima, aleshores, no es pot relacionar amb cap òrgan concret, sinó amb la totalitat del cos, a diferència del que ensenyava Aristòtil. Les percepcions i les facultats de la cognició, a part, depenen del cervell i no del cor, com afirmaven els antics.
Va escriure una obra moral, considerada una Bildungsroman, on un jove creix en una illa deserta i posteriorment és rescatat per un vaixell. En contacte amb la civilització reflexiona sobre les diferències entre els dos mons, incloent-hi elements de ciència-ficció. La novel·la parla de la fi del món intentant unir explicacions científiques i religioses. L'objectiu declarat de l'obra és fer veure que les veritats revelades de l'islam són evidents per a la raó humana, encarnada en el jove salvatge, d'aquí el títol: Theologus Autodidactus.